# Franco Navarro
Franco Navarro (Lima, 10 de novembro de 1961) é um treinador, diretor esportivo e ex-futebolista peruano. Ele competiu na Copa do Mundo FIFA de 1982, sediada na Espanha, na qual a seleção de seu país terminou na 20º colocação dentre os 24 participantes.
Atualmente é diretor esportivo do Alianza Lima.

## Títulos

### Como futebolista
Sporting Cristal
- Campeonato Peruano: 1991

### Como treinador
Sporting Cristal
- Campeonato Peruano: Clausura 1998